# Epimerase
Epimerase và racemase Các Epimerases và racemases là enzyme isomerase xúc tác đồng phân dị lập thể trong các phân tử sinh học.  Racemases xúc tác cho sự đảo stereochemical xung quanh nguyên tử cacbon bất đối xứng trong một chất nền có chỉ có một trung tâm bất đối xứng. Epimerases xúc tác sự đảo ngược stereochemical của cấu hình về một nguyên tử cacbon bất đối xứng trong một chất nền có nhiều hơn một trung tâm bất đối xứng, do đó còn được gọi là interconverting epimers.
Các epimerases trong con người bao gồm methylmalonyl-CoA epimerase, liên quan đến các sự cố trao đổi chất của các amino acid isoleucine, methionine và valine, và UDP glucose 4 epimerase, được sử dụng trong bước cuối cùng của quá trình trao đổi chất galactose - xúc tác chuyển đổi thuận nghịch UDP-galactose glucose-UDP.